# Trochalus zuluensis
Trochalus zuluensis är en skalbaggsart som beskrevs av Frey 1968. Trochalus zuluensis ingår i släktet Trochalus och familjen Melolonthidae. Inga underarter finns listade i Catalogue of Life.